# Gary Mason (futebolista)
Gary Mason (Edimburgo, 15 de outubro de 1979) é um futebolista escocês que atua como meio-campo. Já teve passagem pelo Manchester City.